# 38540 Stevens
38540 Stevens este un asteroid din centura principală de asteroizi.

## Descriere
38540 Stevens este un asteroid din centura principală de asteroizi. A fost descoperit pe 5 noiembrie 1999 la Las Cruces de David S. Dixon. Asteroidul prezintă o orbită caracterizată de o semiaxă mare de 2,98 ua, o excentricitate de 0,10 și o înclinație de 11,2° în raport cu ecliptica.